# Leon Vaillant
Léon Louis Vaillant (1834 - 1914) fue un médico, zoólogo y botánico francés.
Realiza sus estudios de Medicina y de Zoología en París. En 1861, se doctora en medicina y continúa sus investigaciones zoológicas bajo la dirección de Henri Milne-Edwards (1800-1885). Y recibe un doctorado en Ciencias naturales en 1865.
Su fama se remonta a su trabajo en el área de herpetología, malacología e ictiología. También fue profesor en el Museo de Historia Natural de París y tomó parte de las expediciones navales francesas en el Travailleur en 1880, 1881 & 1882 y en el Talisman en 1883.

## Obra
- Études sur les poissons, Mission scientifique au Mexique et dans l'Amérique centrale con Marie Firmin Bocourt 1819-1904

- Essai sur le système pileux dans l'espèce humaine, 1861

- Observations sur la constitution géologique de quelques terrains aux environs de Suez, 1865

- Recherches sur la famille des Tridacnides, 1865

- Note sur quelques objets océaniens empruntés au test de différents mollusques, Bull. de la société géologique de France 1868

- Quelques mots sur Denys de Montfort à propos d'une brochure parue en 1815, sd Rapport sur les poissons, crustacés et mollusques, 1880, Exposición Universal de París (1878)

- Mémoire sur la disposition des vertèbrés cervicales chez les chéloniens 1880

- Expéditions scientifiques du travailleur et du Talisman pendant les annees 1880, 1881, 1882, 1883. Poissons, 1888

- Histoire naturelle des annelés marins et d'eau douce, 1889-1890, Collection des Suites à Buffon con Jean Louis Armand de Quatrefages de Bréau 1810-1892

- Les tortues éteintes de l'île Rodriguez d'après les pièces conservées dans les galeries du Muséum, 1893[1]

- Histoire naturelle des reptiles. Première partie: Crocodiles et tortues, 1910

## Honores
- 1895: pte. de la Sociedad Zoológica de Francia

### Eponimia
- Amphiporus vaillanti Joubin, 1902
- Bathophilus vaillanti Zugmayer, 1911
- Lophius vaillanti Regan, 1903
- Munidopsis vaillant A. Milne-Edwards, 1881
- Solamen vaillanti Issel, 1869
- Solariella vaillanti Dautzenberg & H.Fischer, 1896
- Turbonilla vaillanti Dautzenberg & Fischer, 1896.[2]
- La abreviatura «L.Vaill.» se emplea para indicar a Leon Vaillant como autoridad en la descripción y clasificación científica de los vegetales.[3]

## Abreviatura (zoología)
La abreviatura Vaillant  se emplea para indicar a Leon Vaillant como autoridad en la descripción y taxonomía en zoología.